# Черезито (Бјела)
Черезито је насеље у Италији у округу Бијела, региону Пијемонт.
Према процени из 2011. у насељу је живело 77 становника. Насеље се налази на надморској висини од 646 м.